# Propășirea

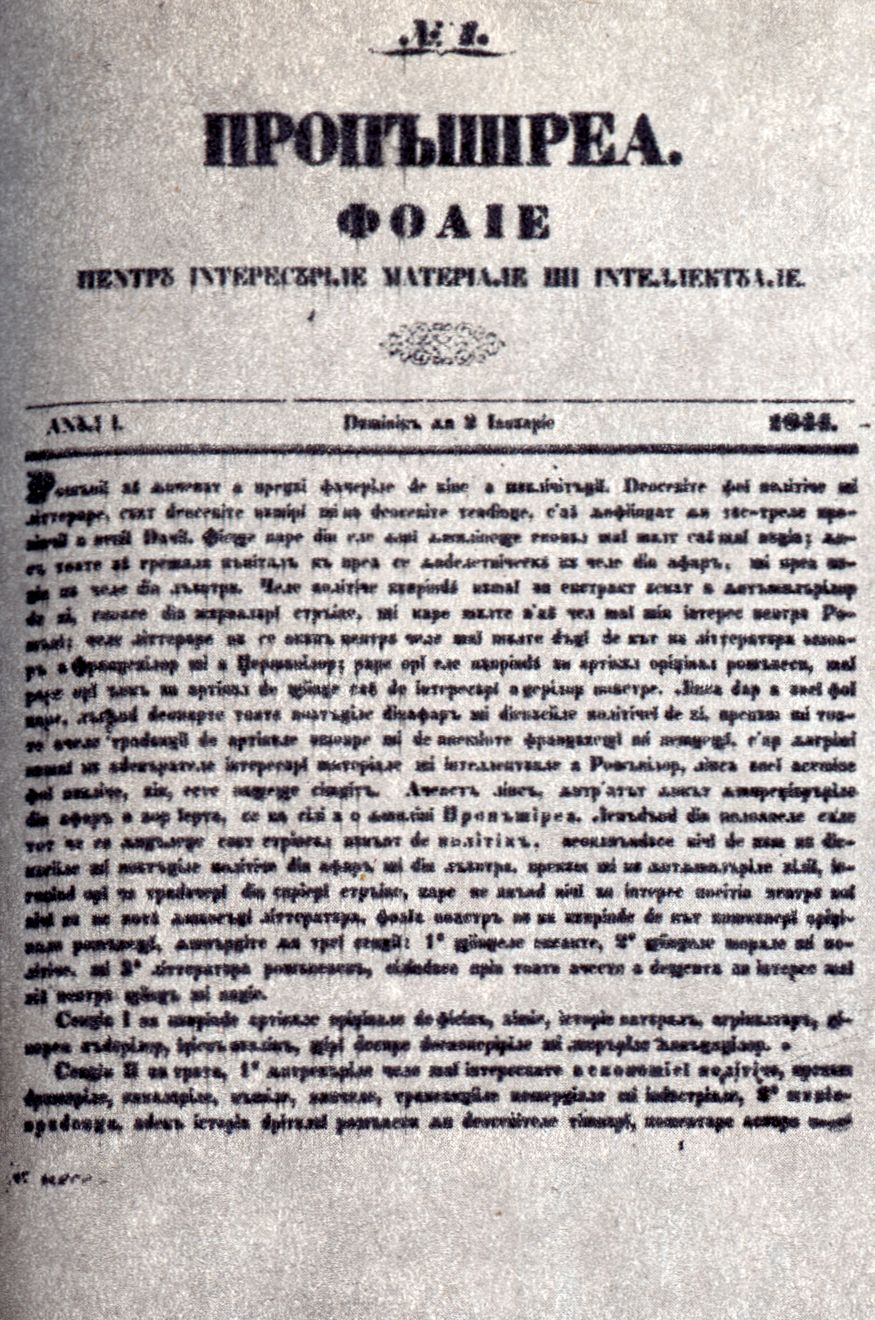
Primul număr al revistei Propășirea

Propășirea (Foaie pentru intereseurile materiale și intelectuale) a fost o revistă săptămânală de cultură, apărută la Iași între 9 ianuarie și 29 octombrie 1844, sub redacția lui Mihail Kogălniceanu, Vasile Alecsandri, Ion Ghica și Petre Balș. După o activitate de 10 luni și apariția a 42 de numere, revista a fost suspendată de cenzură din ordinul domnitorului Mihail Sturdza.
Propășirea avusese de luptat cu cenzura chiar de la apariția ei. Inițiatorii revistei au cerut autorizație pentru o nouă foaie. Cuvântul Propășirea pe care l-au ales ca titlu a fost socotit de cenzură prea revoluționar și li s-a cerut să aleagă alt titlu. Comitetul s-a decis să nu dea altul și și-a tipărit revista cu loc alb în locul numelui și cu subtitlul: foaie științifică și literară.
Primul număr, în care se publica articolul-program, a fost interzis de cenzură, de aceea revista a continuat să apară sub titlul „Foaie științifică și literară”. Propășirea continua ideile revistei Dacia literară pe plan literar și cultural, venind în sprijinul militantismului revoluționar al epocii. În articolul - program se sublinia ideea unei reviste care trebuie să se ocupe mai puțin de treburile politice ”dinafară și dinăutru” și mai mult de „adevăratele materiale și intelectuale a românilor”, care să limiteze ca și Dacia literară, mania traducerilor, „izgonind orice traduceri din scrieri străine, care neavând niciun interes pozitiv pentru noi nu ne pot imbogăți literatura”. Se specifica faptul că în revistă vor fi promovate numai „compuneri originale românești”, știintifice și îndeosebi literare „tot felul de articole originale, proză și poezie, viața celor mai cunoscuți autori, traduceri și extrase din cărțile publicate în țări străine, dar al căror subiect se atinge de noi priviri asupra limbii, bucăți umoristice și, în sfârșit, critica și înștiintarea tuturor scrierilor noi românești”. „Tendința de căpetenie” a revistei este „îndemnul și răspândirea cunoștinților și literaturii naționale”.
Propășirea a fost prima revistă cu caracter enciclopedic, care a tratat aproape în egală măsură probleme de artă, lingvistică, învățământ, drept, viață socială, istorie, economie, administrație, industrie, comerț, știinte fundamentale, medicină, agronomie, geografie și arta.
În revista Propășirea s-au reunit condeie din toate provinciile românești. Vasile Alecsandri a publicat poezii în formă populară, reunite mai târziu în volumul “Doine și lăcrămioare” și în alte volume. Tot în Propășirea au publicat poezii și Cezar Bolliac (“Muncitorul”), Alecu Donici (“Gândul”, ”Păstorul și țânțarul”), Grigore Alexandrescu (“Umbra lui Mircea la Cozia”, ”O seară la Cozia”), Dimitrie Bolintineanu (“Barcarola”), Andrei Mureșanu (“O privire de pe Carpați”), Elena Văcărescu (“Roma”). A fost publicată și proză: V. Alecsandri (“O preumblare prin munți”; ”Istoria unui galben și a unei parale”, ”Borsec”), Costache Negruzzi (“Tudorică judecătorul de cărți”; ”Tunsul” și articolul despre limba românească), Nicolae Bălcescu (“Puterea armată și arta militară de la întemeierea principatului Valahiei și până acum”), Mihail Kogalniceanu (“Cuvând pentru deschiderea cursului de istorie naționala al Academiei Mihăilene”, rostit la 24 nov 1843), Ion Ghica (“Ochire asupra știintelor”), și alții.

## Restituire
În 1980, fosta Editură Minerva, specializată în valorificarea patrimoniului literaturii române, a publicat revista Propășirea din 1844, reprodusă într-o monumentală ediție facsimilată și transliterată (764 pagini), coordonată de Paul Cornea în colaborare cu Mariana și Petru Costinescu, textul original în alfabetul chirilic sau de tranziție aflându-se în paralel cu textul transliterat în alfabetul latin, cu respectarea riguroasă a rândurilor, până la exactitatea despărțirilor în silabe de la capetele de rând.